# Тонтту
Тонтту (фін. Tonttu), також Томте або Ніссе — помічники Йоулупуккі (фінська варіація Святого Миколая). На вигляд вони не високого зросту, вдягнені у новорічне вбрання та ковпаки з дзвіночками.
Маленькі гномики незлобивої вдачі. Але скандинавська міфологія не була б сама собою, якби з народженням Тонтту не була пов'язана якась загадкова історія! Так ось, тонтту з'явилися з попелу згорілих троянд, порошку з сушеного лишайника, а також ниток радості, любові і веселощів. Що це за чарівні нитки — очевидно, державна таємниця фінської легкої промисловості, хоча нам би вони сьогодні явно не пошкодили.
На цьому дивацтва не закінчуються. Тонтту не мають пупка і не відкидають тіні, що дуже зручно, бо вони вважають за краще не занадто «світитися» на публіці. В кишені у кожного тонтту лежать заяча лапка, котячі вуса, кремінь для розведення вогню, трохи водоростей і шматочок мила. Мабуть, не дивлячись на всі примхи, тонтту все-таки охайні. Тим більше, що пахнуть вони абсолютно по-новорічному — сосновою хвоєю, свічками, гвоздикою і цукровим сиропом. Цей казковий аромат і підказує людям, що тонтту десь поблизу.